# José María López Mezquita
José María López Mezquita, né le 23 avril 1883 à Grenade et mort le 6 décembre 1954 à Madrid, est un peintre espagnol.

## Biographie
José María López Mezquita naît le 23 avril 1883 à Grenade.
Il est l'élève de José Larrocha González et de Cecilio Plá à la Real Academia de Bellas Artes de San Fernando à Madrid.
En 1910, il obtient la médaille de Première classe du concours de peinture à l'Exposition nationale des beaux-arts pour Retrato de los señores B. e hijos.
Grâce à une bourse qui lui est accordée par l'Infante Isabella de la Maison de Bourbon, il poursuit ses études pendant plusieurs années en se rendant en France, en Belgique, en Hollande, en Angleterre et en Italie.
Pendant la guerre d'Espagne, il fait le portrait de Dolores Rivas Cherif, épouse du président de la République espagnole Manuel Azaña, lors de son séjour à Valence, une œuvre qu'elle conservera durant son exil au Mexique.
Il meurt le 6 décembre 1954 à Madrid.